# Leucothoe boolpooli
Leucothoe boolpooli is een vlokreeftensoort uit de familie van de Leucothoidae. De wetenschappelijke naam van de soort is voor het eerst geldig gepubliceerd in 1974 door Jerry Laurens Barnard.